# Grub am Forst
Grub am Forst là một xã nằm ở huyện Coburg, thuộc bang Bayern của Đức. Dân số nơi đây là khoảng 3.100 người. 

## Hành chính
Bao gồm các làng:
- Buscheller
- Forsthub
- Rohrbach
- Roth am Forst
- Zeickhorn